# Tachi (mač)
Tachi je vrsta tradicionalno izrađenog japanskog mača koji su nosili pripadnici samurajske klase feudalnog Japana. Tachi i katana uglavnom se razlikuju po duljini, stupnju zakrivljenosti i načinu nošenja u omotaču, potonji, ovisno o mjestu meija ili potpisa na tangu. Tachi stil mačeva prethodio je razvoju katane, koja se nije spominjala po imenu do kraja dvanaestog stoljeća; Poznato je da su tachi izrađivani u razdoblju Kotō, u rasponu od 900 do 1596.

## Povijest i opis
Proizvodnja mačeva u Japanu podijeljena je u određena vremenska razdoblja:
- Jōkotō (drevni mačevi, do oko 900)
- Kotō (stari mačevi iz oko 900. – 1596.)
- Shintō (novi mačevi 1596–1780)
- Shinshintō (novi novi mačevi 1781–1876)
- Gendaitō (moderni mačevi 1876. – 1945.)[1]
- Shinsakutō (novoizrađeni mačevi od 1953. do danas)[2]

Autentični tachi mačevi kovani su tijekom razdoblja Kotō, prije 1596. Tachi su prethodili katani ; potonji se nije spominjao poimence kako bi ukazao na oštricu koja se razlikuje od tachija sve do pred kraj XII vijeka. Uz nekoliko iznimaka, katana i tachi mogu se međusobno razlikovati, ako su potpisani, po mjestu potpisa ( mei ) na tangu. Općenito, potpis bi trebao biti urezan u onu stranu tanga koja bi bila okrenuta prema van kad bi se mač nosio na lijevom struku vlasnika. Budući da je tachi bio nošen rezom dolje, a katana nožem dolje, Mei bi bio na suprotnim mjestima na tangu tih vrsta mačeva.
Autentični tachi proizveden u točnom vremenskom razdoblju imao je prosječnu duljinu reznog ruba (nagasa) od 70–80 cm i u usporedbi s katanom bila je općenito lakša proporcionalno svojoj duljini, imala je veći konus od drške do vrha, bila je zakrivljenija i imala je manju površinu vrha.
Za razliku od tradicionalnog načina nošenja katane, tači se nosio obješen o pojas s reznim rubom prema dolje, i bio je najučinkovitiji kada ga je koristila konjica. Odstupanja od prosječne duljine tačija imaju pridodane prefikse ko- za "kratko" i ō- za "veliko, veliko". Na primjer, tachi koji su bili shōtō i bliži su veličini wakizashija zvali su se kodachi. Najduži postojeći tachi (koji se smatra ōdachijem iz 15. stoljeća) je ukupne duljine 3.7 metara s 2.2 m dugom oštricom, ali vjeruje se da je bio ceremonijalni. Krajem 1500-ih i početkom 1600-ih godina mnogi stari preživjeli tachi noževi pretvoreni su u katanu rezanjem njihovih izvornih tangova ( o-suriage ), što je značilo da su potpisi uklonjeni s mačeva.
Da bi se mač mogao nositi u "tachi stilu", trebao je biti postavljen u tachi koshirae. Tachi koshirae imali su dvije vješalice (ashi) koje su omogućavale nošenje mača u vodoravnom položaju s reznim rubom prema dolje. Mač koji nije postavljen u tachi koshirae mogao bi se nositi u tachi stilu pomoću koshiatea, kožne naprave koja bi omogućila nošenje mača u tachi stilu.